# Marko Mijailović
Marko Mijailović (en serbio cirílico: Марко Мијаиловић) (Užice, Serbia, 14 de agosto de 1997) es un futbolista serbio que juega en la posición de defensa para el F. K. Spartak Subotica.
Su hermano mayor Srđan Mijailović también es futbolista.

## Clubes
| Club                                 | País      | Año       |
| ------------------------------------ | --------- | --------- |
| Estrella Roja de Belgrado            | Serbia    | 2014-2017 |
| F. K. Kolubara Lazarevac (cedido)    | Serbia    | 2015      |
| F. K. Bežanija Novi Beograd (cedido) | Serbia    | 2016-2017 |
| F. K. Rad Belgrado                   | Serbia    | 2017-2018 |
| F. K. Bežanija Novi Beograd          | Serbia    | 2018-2019 |
| F. K. Mačva Šabac                    | Serbia    | 2019-2021 |
| F. K. Voždovac Belgrado              | Serbia    | 2021-2023 |
| N. K. Olimpija Ljubljana             | Eslovenia | 2023      |
| F. K. Spartak Subotica               | Serbia    | 2024-     |